# Distretto di Kollam
Il distretto di Kollam, conosciuto in precedenza col nome di  distretto di Quilon, è uno fra i 14 distretti dello stato federale indiano del Kerala. Il distretto appare come un campione delle caratteristiche più tipiche del Kerala, essendo dotato di un lungo litorale in prevalenza sabbioso, sul cui immediato entroterra si aprono grandi distese lagunari, foreste pluviali e fiumi da grande portata. Il territorio più interno è caratterizzato dalla presenza dei Ghati Occidentali.

## Geografia fisica

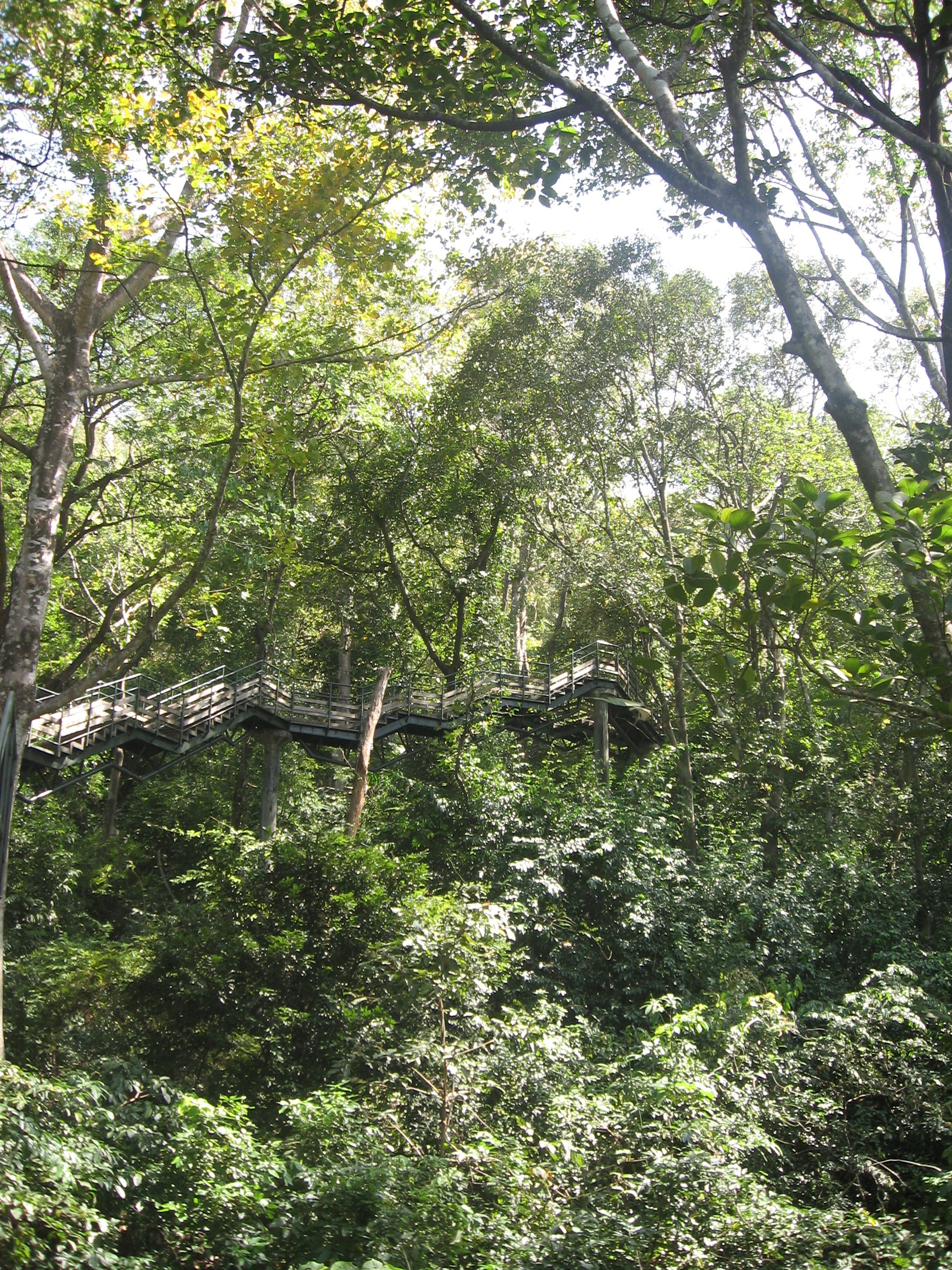
La spettacolare scala panoramica nel parco di Thenmala

L'area costiera è caratterizzata e dominata dalla grande laguna di  Ashtamudi, che si estende poco a nord del capoluogo; sul lembo di terra che la separa dal mare corre l'importante arteria stradale NH-47, che collega Ernakulam a Thiruvananthapuram. La linea ferroviaria invece corre nell'immediato entroterra dietro la laguna, diramandosi nei pressi di Kollam in una tratta che si addentra nell'entroterra, giungendo nel confinante stato del Tamil Nadu. La pianura, della larghezza di 30 km, è interamente ricoperta di palme da cocco; dalla pianura si ergono le cime della parte meridionale dei Ghati Occidentali, chiamati in questo settore Cardamom Hills, con vette che superano i 1500 metri s.l.m. L'ambiente qui è caratterizzato dalla presenza della foresta pluviale, gran parte della quale è protetta da una riserva naturale.

Il clima è tropicale monsonico, regolato dal monsone di sud-ovest, apportatrice di pioggia dal mese di giugno a quello di settembre, e dal monsone di nord-est, che scarica nel mese di ottobre.

## Amministrazione
Il distretto è suddiviso in cinque talukas (sottodivisioni):  Karunagappally,  Kunnathur,  Pathanapuram,  Kottarakara e  Kollam; in totale vi sono 104 villaggi. La sua amministrazione è curata dai reparti die Governo Statale.

Il  District Collector è il principale funzionario, su cui ricadono un gran numero di responsabilità, tra le quali quello di rappresentanza del territorio presso il governo del Kerala e il controllo dell'ordine pubblico.
| Taluk         | Numero di villaggi |
| ------------- | ------------------ |
| Kollam        | 31                 |
| Pathanapurami | 23                 |
| Kottarakkara  | 27                 |
| Karunagapally | 17                 |
| Kunnathur     | 7                  |

## Luoghi di interesse e turistici
Dal punto di vista naturalistico, la località di Thenmala è uno dei più famosi parchi naturali dello stato del Kerala; situato a poche decine di km dalla capitale Thiruvananthapuram, è anche uno dei principali centri turistici del distretto.
Tra i luoghi di interesse religioso, spicca il  Parabrahma Temple di Ochira, nell'estremo nord del distretto, lungo la strada NH-47.

Verso l'interno, a Kottarakara, vi è il tempio di  Mahaganapathi, uno dei più conosciuti templi del Kerala dedicati alla divinità di Ganesha.
Nelle lagune di Kollam, vengono organizzate delle escursioni in battello, che permettono l'osservazione della vegetazione e della fauna tipici delle lagune tropicali; esistono poi anche delle "houseboats" o case galleggianti a dimensione familiare, chiamate in lingua locale keṭṭuvaḷḷam e predisposte per i turisti in cerca di tranquillità.

## Economia

### Industria
L'artigianato è il settore più sviluppato del distretto: vi operano due imprese statali, la  Indian Rare Earths e la  Chavara and Parvathi Mills Ltd. A queste si aggiunge la  Kollam Kerala Ceramics Ltd.

L'industria del legno era presente per la produzione di tavole in compensato; attualmente, la fabbrica è chiusa, a seguito della malasanità in cui operava.